# 伊藤三樹三
伊藤 三樹三（いとう みきぞう、1888年〈明治21年〉3月13日 - 1961年〈昭和36年〉1月29日）は、山口県出身の政治家。衆議院議員、山口県会議長、徳地町長などを務めた。

## 経歴
山口県佐波郡柚野村（現・山口市）生まれ。1907年（明治40年）広島市の修道中学校（現：修道中学校・高等学校）卒業。柚野村長、佐波郡会議長、山口県会議員、山口県会副議長、山口県会議長、徳地町長を歴任した。1942年（昭和17年）4月30日の第21回衆議院議員総選挙に山口県2区から翼賛政治体制協議会の推薦を受け、立候補し当選。衆議院議員を一期務めた。
戦後は公職追放となった。